# Соціально-економічний відділ ВУАН
Соціально-економічний відділ, також Третій відділ ВУАН — один з трьох відділів Всеукраїнської академії наук, що був утворений 1918 року та проіснував без змін до реформи академії 1930 року. У відділі були зібрані науковці та наукові установи в галузі соціально-економічних, юридичних та філософських наук.

## Створення відділу
Згідно з Законом про заснування Української академії наук уряду гетьмана Павла Скоропадського від 14 листопада 1918 року було затверджено Статут Української академії наук, де передбачалося створення III Відділу соціяльних наук. До цього відділу мали обрати 20 академіків, з яких 9 зі спеціальностей юридичних наук та 11 з економічних наук
За Статутом до складу відділу мали ввійти: Постійна комісія для виучування звичаєвого права України, Постійна комісія для виучування історії західно-руського і українського права, Демографічний інститут, Інститут для виучування економічної кон'юнктури та народного господарства, Постійна комісія для виучування соціального руху зі Соціальним музеєм.
Першими академіками були обрані: Михайло Туган-Барановський з теоретичної економії, Володимир Косинський з економіки сільського господарства, Федір Тарановський з порівняльної історії права, Орест Левицький зі звичаєвого права.

## Діяльність відділу

### Склад
У 1919 році було обрано нових академіків: Богдана Кістяківського, Романа Орженцького, Костянтина Воблого. У 1920 році було обрано Миколу Василенка та Михайла Птуху, у 1923 році Олексія Гілярова. У лютому 1922 року кількість штатних співробітників відділу зменшилася з 42 до 7.
Станом на 1927 рік до відділу додалися академіки Іоанникій Малиновський, Леонід Яснопольський, Володимир Грабар, Станіслав Дністрянський, Володимир Левицький та Сергій Солнцев. Крім них були члени-кореспонденти Семен Семковський та Микола Максимейко.

## Склад
Відділ мав кафедри:
- історії західно-руського й українського права (Микола Василенко),
- статистики (Михайло Птуха),
- економіки торгівлі й промисловості (Костянтин Воблий),
- історії філософії права (Олексій Гіляров),
- звичаєвого права України (Оникій Малиновський),
- фінансової науки (Леонід Яснопольський),
- міжнародного права (Володимир Грабар),
- цивільного права (Станіслав Дністрянський),
- історії народного господарства (Володимир Левитський),
- політичної економії (Сергій Солнцев).

Серед установ III Відділу були: Демографічний Інститут (Михайло Птуха), Товариство Економістів (Костянтин Воблий), Товариство Правників (Оникій Малиновський) та низка комісій: Комісія для виучування історії західно-руського і українського права (Микола Василенко), яка досліджувала «Руську Правду», Литовсько-Руський Статут, право й державний лад Гетьманщини та Запорожжя, Малоросійську Колеґію тощо і видавала «Праці Комісії»; Комісія українського народного господарства під керівництвом академіка Воблого; Комісія вивчення звичаєвого права; Комісія соціально-економічної історії України.
У 1923–1927 роках публікувалися «Записки Соціально-Економічного Відділу» (томи І-VI).